# Végvári Vazul
Végvári Vazul P. OFM, eredeti nevén Végvári László (Székesfehérvár, 1929. szeptember 2. – Esztergom, 2011. szeptember 13.) ferences szerzetes, 1956-os forradalmár pap, cserkészvezető, író, költő.

## Rövid önéletrajz
Anyai nagyapám a püspöki székesegyház orgonista-karnagya volt abban a városban, amelyben születtem. Sok más társadalmi és politikai szerepvállalás mellett, zenetanár is volt egy leánygimnáziumban. A rövid életű 1919-es kommunista rémuralom idején letartóztatták úgy, mint 1945-ben is, amikor a szovjet csapatok megszállták Magyarországot. Felejthetetlen karaktere és bátorsága mentette meg a kivégzéstől. Tizenhárom gyermekéből édesanyám volt a legidősebb. Édesapám 17 évesen nemzetőrként szolgált. Amikor édesanyám, ez a művelt és mélyen vallásos asszony harmincnyolc éves korában meghalt, nyolc gyermeket hagyott hátra, közülük a legkisebb egyéves volt, a legidősebb 15. Öten vagyunk még életben. Egyik öcsémet egy később felrobbant bomba ölte meg a második világháború után, ketten betegségben haltak meg. Ketten vagyunk papi szolgálatban, két húgom családi körben, fiatalabb öcsém fizikusként tudományos kutatómunkát végzett Amerikában, nemrég telepedett vissza Magyarországra.
(Végvári Vazul, 2006)

## Neveltetése
Szüleinek, Imrének és Ketskés Margitnak harmadik gyermeke – a nyolc közül. 1943-45 között a pécsi Zrínyi Miklós Gyalogsági Hadapródiskola növendéke. A második világháború végén nyolc hónapig volt hadifogoly, egyike a legfiatalabbaknak.
1947-ben Budán érettségizett a várbeli Toldy Ferenc Gimnáziumban, 1947-48-ban a Lónyai-utcai Kereskedelmi Főiskola hallgatója volt.

## Hivatásbeli felkészítése
1948-53 között a ferencesek Kapisztrán Rendtartományának szécsényi noviciátusában, majd Gyöngyösön és Esztergomban a Rend hittudományi főiskoláin filozófiai/teológiai tanulmányokat folytat, (egyidejűleg egyházzenei/karvezetői, valamint esztétikai és néprajzi önképzést).

## Pappá szentelése
1953. augusztus 23-án Esztergomban.
Papi jelmondata: „Nagyobb boldogság adni, mint kapni.” (Ap. Csel. 20,35)

## Beosztásai
1953-56 prefektus-nevelő az esztergomi ferences fiúgimnázium internátusában, gyóntató, hitszónok, énekkarvezető, spirituális/kulturális programok szervezője, diákszínpadi rendező.
1956-ban a forradalom hírére gyalog indul Esztergomból Budapestre.
„1956-ban az események nagyon gyorsan történtek, és a benyomások nagyon intenzívek, erősek voltak. Amikor a házfőnök meghallotta, hogy a forradalom kitört Budapesten, nagyon hitetlenkedve hallgatták ezt a rendi társalgóban mindnyájan. Körülnézett, rám mutatott és azt mondta: Vazul, magának megtiltom az engedelmesség nevében, hogy meg ne merjen moccanni. Ismert ő engem, mint történelemtanárom, és mint házfőnök is és én abban a pillanatban tudtam, hogy el fogok menni. Reggel 6-kor léptem ki az ajtón és délután 3-kor voltam Budapest határában. Gyorsabban mentem, mint a katonaló, amelyik hallja a trombitaszót. Végül véres lábbal érkeztem Budapestre, egy megállással, ami Pilisvörösváron volt, ahol egy volt katonaiskolás társamat akartam meglátogatni röviden, hogy tájékozódjak a budapesti helyzetről, elvégre ők közelebb laktak.”
Mindszenty Józsefet keresi a várban, de nem találja, elkerülik egymást.
„…a Nagy Imre rádiószózat engem már sürgetett, hogy még egyszer Mindszentyhez felmenjek, ugyanis első alkalommal nem tudtam vele találkozni, mert a Pápától jött egy friss távirat Mindszenty Józsefhez és a magyar néphez. Azt fontosabbnak tartottam, hogy az újság megkapja, és lehozza, mint azt, hogy én a bíborossal néhány szót válthassak. Utána visszamentem megkeresni őt, de abban az időben őt már elvitték az amerikai követségre. Így jutottam vissza a szerkesztőségbe, ahol nem volt semmi csak egy tintásüveg, ami ráömlött a kabátomra meg egy zsidó kislány volt a partnerem és írtunk a forradalomról.”
Halottak napján…
A Duna gyöngyének méltán nevezett Budapesten sok helyütt sötétbe borultak az utcák. De felvillan egy vibrálóan imbolygó láng itt is, ott is a tereken, az ablakokban és kirakatok széttördelt üveglapjai mögött… Halottak estéje van: hősök, mártírok estéje. Emlékezzünk! Milyen fájó és eleven most ez az emlékezés – hisz nem régen történt.
Megállok a frissen hantolt sírok előtt, kalaplevéve, könnyesen. S míg a diadalmas nemzetiszínű zászló mellett, a tankok ágyútűzétől megrongált házak ormán az emlékezés fekete lepleit lengeti a szél, fájdalmas büszkeséggel köszöntöm a holnapot. Az Ő sírjukon gyönyörű virágok sarjadnak; a szabadság rózsái. És most – halott hősök napján – hantjukat megsimogatva, áldó és hálás magyar szívünk emlékezésével gyújtom meg az emlékezés fényt és meleget árasztó és a honvesztő éjben irányt mutató mécset.
Megjelent az Egyetemi Ifjúságban, 1956. november 3-án név nélkül.
1956. október-novemberében a szabadságharcosok munkások és diákok katonai jellegű egységeinek parancsnoka és tábori lelkésze a történelmi Budai Vár védelmében, amíg le nem rohanják őket a szovjet erők november 7-én. A következő napokban kétszer is elfogták szovjet egységek. Kilétét azonban egyik esetben sem tudták azonosítani, bár a rendőröknek álcázott, magyar államvédelmi szervek nyomozóit is igénybe vették. A győri ÁVH börtönéből a székesfehérvári szovjet repülőtér fogdájába vitték több elfogott szabadságharcossal együtt. (Az újra felvett ferences ruhának és a fehér köpenyen viselt vöröskeresztes jelvénynek köszönhetően – kalandos körülmények között – végül sikerült megszabadulniuk. Az újra telepített aknamezőkön keresztül átjutott Ausztriába, a határőrség hazafias érzelmű katonáinak segítségével.)
A bécsi ferences kolostorból, a tömegesen menekülők lelki és szociális gondozását végezte; majd Bécs mellett alapító lelkész-igazgatója lett az Altkettenhof (Schwechat-i) kollégium-tábornak, 1956 telén és ’57 tavaszán családoknak, diákoknak és igen sok értelmiségi menekültnek intézte ügyeit. Segített az újrakezdésben, továbbjutásban. Sokakat juttatott európai és tengerentúli egyetemek ösztöndíjaihoz. – A lelki és szociális szolgálat mellett, részt vállalt a forradalmi emigráció tevékenységében, a Strassburgi Forradalmi Tanács megalakulásánál küldöttként szerepelt. Az utána „kinyúló” titkosszolgálat menekültnek álcázott ügynökei többször is megkísérelték lejáratni és tőrbe csalni, de sikertelenül.
1957 júliusában csatlakozott a magyar ferences közösséghez az USA-ban.

## Amerikai évek
1957-58-ban nyelv és szociológiai tanulmányokat folytat Washingtonban. Bekapcsolódik a Külföldi Magyar Cserkészszövetség munkájába; évtizedeken át annak központi vezetőségében különböző beosztásban, és mint a csapatok parancsnoka is működött. 1957. szeptember 2-án a Magyar Szabadságharcos Világszövetség, társelnökévé választotta Chicagóban, majd az USA országos szervezetének elnöke is lett. 

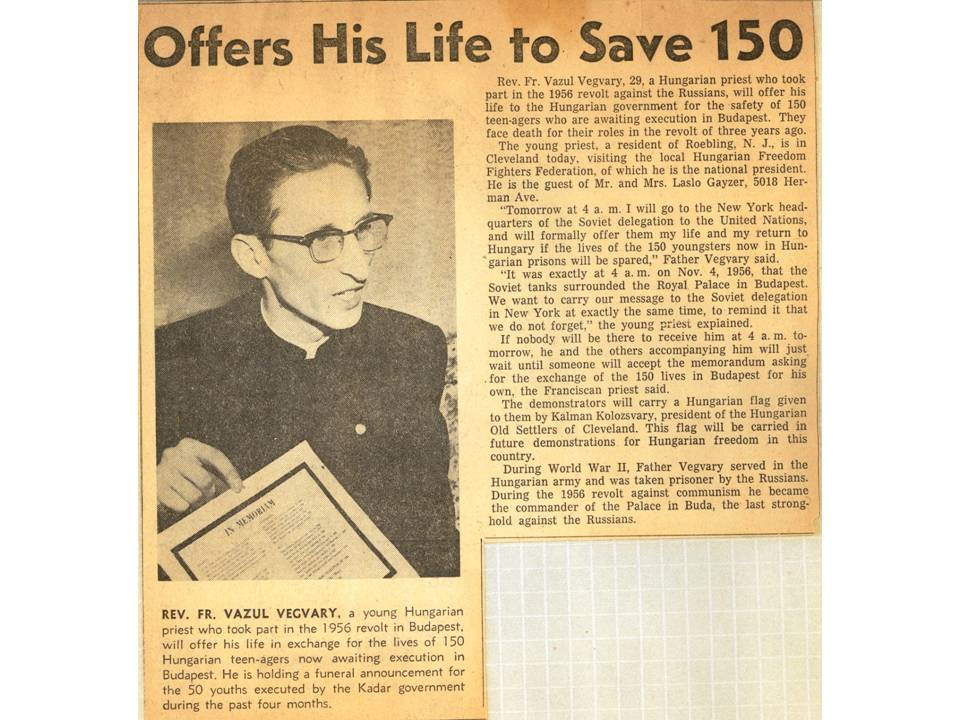
Cikk Vazul atya felajánlásáról

1967-61 hittanár, egyházi énektanár és karvezető, igazgatója a ferences világi rendnek Roeblingben (NY).
Távollétében a kádári diktatúra bírósága '56-os tettei miatt halálra ítéli. 1959. november 4-én az Egyesült Nemzetek szovjet delegációjának épületében felajánlotta, hogy hajlandó magyarországi bíróság elé állni 1956-os tevékenységéért, ha a hasonló vádak alapján kivégzésre váró magyar fiatalkorúakat a kommunista hatóságok szabadon engedik és a Nemzetközi Vöröskeresztnek átadják.
1961-73 között a New Brunswick-i Szent László magyar egyházközösség káplánja és a nemzetiségi tanulmányok vezetője a Szent László egyházközösség iskolájában. Rádióbeszédeket tart, parancsnoka a New Brunswick-i magyar cserkészcsapatoknak, összekötő a magyar közösség és a nemzetiségi települések ügyeit intéző állami szervek között. Énekkarával gyakran fellép egyházi körben és kulturális műsorok színpadán. Szava volt a városfejlesztésben is.
1973-ban Mindszenty bíboros amerikai útja idején a kardinális sajtótitkára.
1973-76-ig a magyar egyházközösség plébánosa a kanadai Winnipegben. Ott más egyházakkal való jó viszony megteremtésén, a hétvégi magyar iskola, a tánccsoport és énekkar továbbfejlesztésén munkálkodott.
1976-86 között a detroiti magyar Szent Kereszt egyházközösség káplánja, később kétrítusú lelkész a detroiti magyar Szent János görögkatolikus egyházközségben. A Magyar-Amerikai Művelődési Központ műsorigazgatója Taylor (Michigan) városban. Felnőttek nyelvtanítását vezette, rádióbeszédeket mondott, cikkeket írt.
1978-ban, mielőtt a Carter kormány visszaadta a Szent Koronát Magyarországnak, tanácsadóként meghívták a washingtoni Fehér Házba. Később városrendezési, etnikai és menekültügyi tanácsadója lett Detroit egyik negyedének, s ott a Tervező Bizottság elnökeként is működött.
1987-ben visszatért New Brunswickba, mint a Szent László egyházközösség lelkipásztora.
1987. február 5-én a külföldi magyarok első püspöke vikáriussá nevezte ki, majd az ő előterjesztésére az amerikai püspöki kar bevándorlási bizottságának elnöke, tanácsadónak nevezte ki azzal, hogy összekötő legyen a magyarságot szolgáló papok, szerzetesek és az amerikai püspöki kar között. (Az iroda a Vatikánban az Elvándorlók Főpásztori Bizottsága alá tartozik.)
1988-tól lelkésze a New York-i Szent István magyar egyházközösségnek, majd 1989-től a helyi Szent Kereszt görögkatolikus egyházközösség plébánosa is. Két rádióadásnak éveken át rendszeres szónoka, majd a Magyar Családok rádiója című program önálló műsorvezetője a hétvégi „Magyar Amerika Hangja” adás keretén belül. Egyházi, kulturális és nemzetiségi rendezvények gyakori programfelelőse és szónoka, kerekasztal-konferenciák és előadások vitáin ismert résztvevő. Mint az 1956-os forradalom idején a Budai Vár körzetében szervezett szabadságharcos csoportok egykori parancsnokát „A hazáért és a szabadságért” érdemrenddel tüntette ki a Magyar Köztársaság elnöke 1991. október 23-án.

## Hazatelepülés
1997 áprilisában visszatelepedett Magyarországra. Dokumentumfilmek is készültek életéről és munkásságáról. 1998-ban vitézzé avatták, majd a volt politikai elítéltek és ’56-osok szervezetei is kitüntették, mint bajtársat, akit kezdettől „tábori papjuknak” is tartanak. Hazatérése után aktívan részt vett az ’56-os eszme terjesztésében és a hősök emlékének megőrzésében. Iskolai lapot szerkesztett, zenei CD-ket adott ki. Itthon jelent meg három kötete is melyben verseket, prózai írásokat, és történelmi visszaemlékezéseket gyűjt egybe. Haláláig az esztergomi ferences rendházban mint nyugdíjas lelkipásztor tevékenykedett. A Hídfő (Esztergomi Millenniumi Társadalmi Kollégium lapja) alapító főszerkesztője.

## Elismerései
- 1991-ben 1956-os tevékenységéért A Hazáért és Szabadságért érdemrenddel tüntette ki a Magyar Köztársaság elnöke.
- 1998-ban vitézzé avatták.
- 2005. november 5-én Mindszenty Emlékéremmel tüntették ki.

## Művei
- Évgyűrűk. Válogatott versek; s.n., New Brunswick, 1996
- Arcok és fények, Verseskötet, EFO Kiadó és Nyomda, 2000, Esztergom, ISBN 963 00 4419 6
- Csöndlakodalom, Vers és novellakötet, EFO Kiadó és Nyomda, 2003, Esztergom, ISBN 963 206 951 X
- Kelj föl lantom, citerám. 1956-os történelmi mozaik-gyűjtemény, azokról, akik zsíroskenyérrel, kiskabátban mentek háborúba; Ferencesek, Esztergom, 2006

## Cikkei
Életünk, Hadak Útján. – 1973: a New Brunswick-i (N. J., USA) Külf. M. Iskolák Értes. szerk-je. – Álneve: Vazul atya. Bo.J.–Fe.Má.–88
Mildschütz 1977:62. (378.) – M. Nemz. 1989. XI. 10. (Dobos Mariann: Budavár ismét elesett. Egy szerz. ’56 őszén ) – Szántó 1992:90. – Hetényi Varga 1999. I:610. – Nagy 2000:1017. – Gulyás–Viczián XXXI. (kz-ban)